# 하이 힐 (1972년 영화)
하이 힐(Docteur Popau, High Heels)은 이탈리아에서 제작된 끌로드 샤브롤 감독의 1972년 코미디 영화이다. 쟝 뽈 벨몽도 등이 주연으로 출연하였다.

## 출연
- 장폴 벨몽도
- 미아 패로
- 라우라 안토넬리
- 도미니크 자르디